# Всесвітній центр Бахаї
Всесвітній центр бахаї — духовний та адміністративний центр віри Бахаї. Всесвітній центр складається з храму Бахаулли біля Акко, Ізраїль, святилища Баба і його садів на горі Кармель в Хайфі, Ізраїль і ряду інших будівель в цьому районі.
Велика частина міжнародного управління та координації віри Бахаї відбувається у всесвітньому центрі. До них належать рішення, які впливають на релігію на глобальному рівні, а також вивчення і переклад писань бахаї. Всесвітній дім справедливості, що є вищим керівним органом віри Бахаї, розташований в Хайфі. Всесвітній центр також є місцем для паломництва вірних бахаї.
Всесвітній центр бахаї має історичне коріння з тих часів, коли ця область була частиною Османської Сирії. У 1850-1860-х роках шах Ірану і султан Османської імперії Абдул-Азіз послідовно заслали Бахауллу з Ірану в фортецю Акра на термін позбавлення волі.
Об'єкти Всесвітнього центру Бахаї, в тому числі тераси і святилище Баба, які розташовані на північному схилі гори Кармель були включені до Списку всесвітньої спадщини в липні 2008 року.